# Wittelsbacher Land
Als Wittelsbacher Land bezeichnet sich der heutige Landkreis Aichach-Friedberg in Bayern. Es grenzt an die Stadt Augsburg. Der Altlandkreis Aichach ist das bayerische Stammland der Wittelsbacher, des Herrschergeschlechts, das Bayern 738 Jahre lang regierte. Obwohl das Gebiet heute im Regierungsbezirk Schwaben liegt, sind die Altlandkreise Aichach und Friedberg historisch überwiegend Altbayern zuzurechnen.
Wichtige Orte sind die Städte Aichach und Friedberg sowie die Orte Affing, Aindling,  Dasing, Kissing, Mering und Pöttmes.

## Geschichtliche Entwicklung
Das Gebiet um Aichach und Friedberg gehörte schon im Frühmittelalter dem Stammesherzogtum Baiern, dann dem Herzogtum Bayern, das seit 1180 vom Haus Wittelsbach regiert wurde, welches seinen Namen aus der Burg Wittelsbach bei Aichach ableitet. Dorthin verlegte Otto V. von Scheyern († 1156), der erste Pfalzgraf von Bayern aus seinem Geschlecht, den Sitz der Familie, die sich seitdem nach diesem Ort nennt. Die vermutlich aus älteren Zeiten stammende Befestigung im heutigen Friedberg wurde ab dem 13. Jahrhundert von der Familie zum dortigen Wittelsbacher Schloss ausgebaut.
Mit der Bayerischen Landesteilung von 1255 kamen Aichach und Friedberg zum Herzogtum Oberbayern, mit der erneuten Landesteilung von 1392 an das wittelsbachische Teilherzogtum Bayern-Ingolstadt. Im Jahr 1506 gelang es Herzog Albrecht IV. von Oberbayern-München, nach dem verheerenden Landshuter Erbfolgekrieg von 1504/05 Altbayern wieder zu vereinigen. Im Folgejahr wurde das nun geeinte Herzogtum neu organisiert, Aichach und Friedberg kamen zum Rentamt München.
Erst zur napoleonischen Zeit kam das nahe und bisher reichsunmittelbare Augsburg durch den Frieden von Pressburg (26. Dezember 1805) an das Königreich Bayern, infolgedessen wurde die Verwaltungsgliederung der Region mehrfach reformiert. Die Gegend um Aichach und Friedberg kam zuerst an den kurzzeitig existierten und in Augsburg basierten Lechkreis (1808–1810), ab 1810 jedoch zum in München sitzenden Isarkreis, aus dem sich 1837 unter König Ludwig I. der Kreis (dann Bezirk) Oberbayern formierte. Während Friedberg nach einigem Zugehörigkeitswechsel ab 1944 endgültig zum Bezirk Schwaben kam, verblieb Aichach vorerst bei Oberbayern, bis die Gebietsreform der 1970er-Jahre das gesamte Territorium zu einem einheitlichen Landkreis vereinte, welcher dem Bezirk Schwaben gehört.

## Sprache und Dialekt
Ein besonderes Merkmal der Region ist ihr Dialekt, der bairischen Dialekt und schwäbische Dialektbestandteile beinhaltet. Typisch ist hierbei die überwiegend oberbairische Aussprache der Wörter. Bei den meisten Verben wird in der 2. Person Singular jedoch das für das Schwäbische typische „-sch“ angeschlossen, „kannst“ spricht man somit „kannsch“ aus, ein Zeichen des Mischgebietes zwischen Baiern und Schwaben. Der Altlandkreis Aichach gehört seit der Gebietsreform 1972 zum Regierungsbezirk Schwaben. Die Ortschaft Aichach wurde 1817 dem von Augsburg aus regierten Oberdonaukreis zugeschlagen, dem Vorläufer des heutigen Regierungsbezirks Schwaben. Der Altlandkreis Friedberg gehört – nach verschiedenen Intermezzi (Isarkreis) – seit 1944 endgültig zum Regierungsbezirk Schwaben. Die entlang des Lechs verlaufende Siedlungsgrenze zwischen Baiern und Alemannen spiegelt sich hier auch im lokalen Dialekt (Lechrainerisch). Die historische Zugehörigkeit zu Altbayern wird, insbesondere als Markenzeichen für den Fremdenverkehr, jedoch stark betont.

## Sehenswürdigkeiten
- Überreste der Burg Wittelsbach, Stammburg der Wittelsbacher (Oberwittelsbach bei Aichach)
- das Wasserschloss Unterwittelsbach („Sisi-Schloss“), Wohnsitz von Herzog Max in Bayern und seiner Tochter „Sisi“, der späteren Kaiserin Elisabeth von Österreich-Ungarn
- das Wittelsbacher Schloss in Friedberg
- die Stadtkerne der Herzogstädte Aichach und Friedberg
- Gut Mergenthau bei Kissing
- die Wallfahrtskirchen Maria Birnbaum in Sielenbach, St. Leonhard in Inchenhofen, Wallfahrtskirche Herrgottsruh in Friedberg, Maria Kappel in Schmiechen und St. Afra im Felde (südwestlich von Friedberg).

## Filme
- Schatzkammer Bayern, Burgen und Schlösser im Wittelsbacher Land, BR 2008, Eine Filmdokumentation von Bernhard Graf